# تکه‌کویو (شهود)
تکه‌کویو (به ترکی استانبولی: Tekkeköyü) یک منطقهٔ مسکونی در ترکیه است که در شهود (شهر) واقع شده‌است.